# Viscount Scarsdale

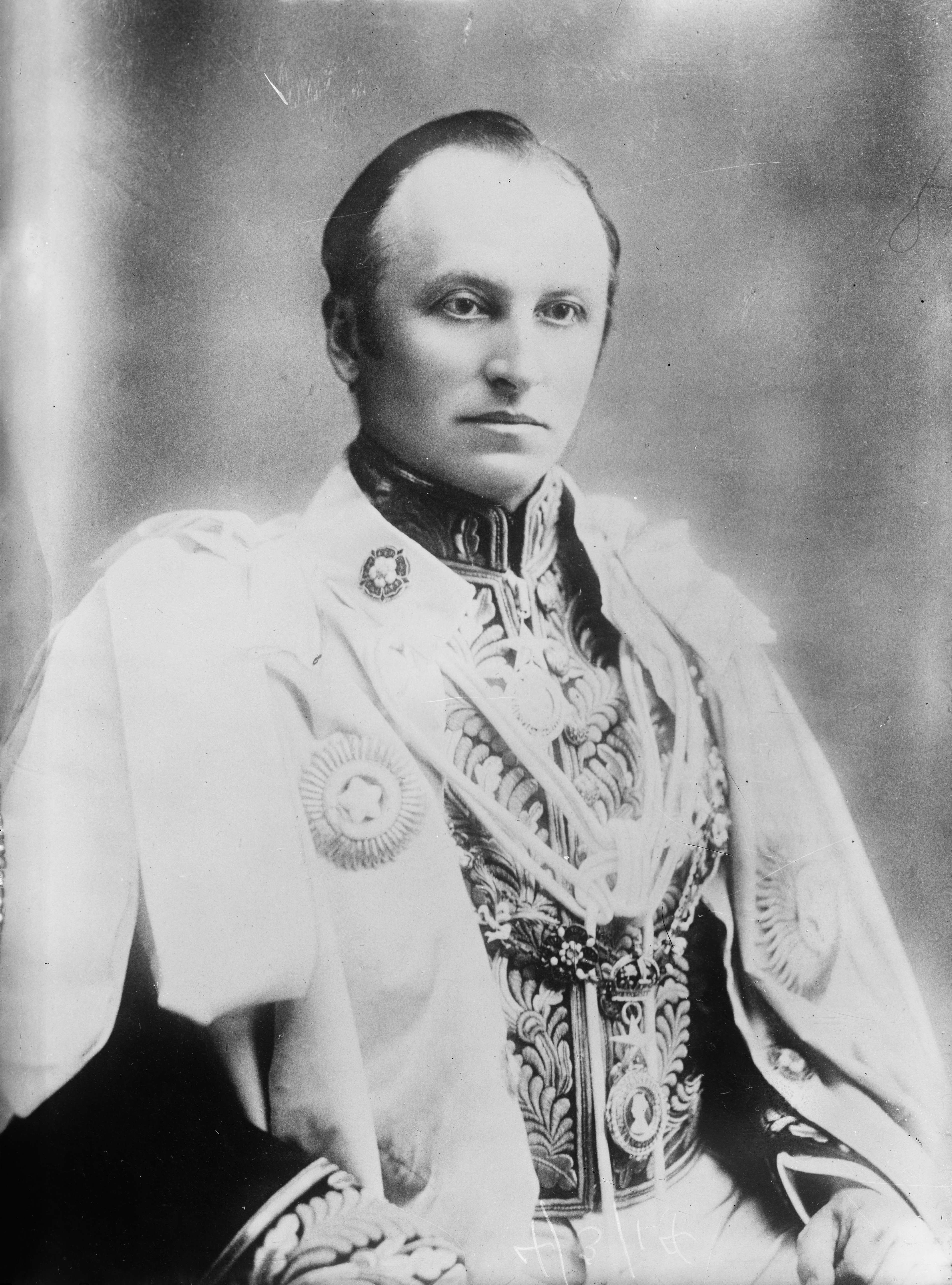
George Curzon, 1. Marquess Curzon of Kedleston, 1. Viscount Scarsdale

Viscount Scarsdale, of Scarsdale in the County of Derby, ist ein erblicher britischer Adelstitel in der Peerage of the United Kingdom.
Familiensitz der Viscounts ist Kedleston Hall bei Kedleston in Derbyshire.

## Verleihung nachgeordnete und weitere Titel
Der Titel wurde am 2. November 1911 für den konservativen Politiker und früheren Vizekönig von Indien George Curzon, 1. Baron Curzon of Kedleston geschaffen. Gleichzeitig wurden ihm die Titel Earl Curzon of Kedleston, of Kedleston in the County of Derby, und Baron Ravensdale, of Ravensdale in the County of Derby, verliehen. Da er keine Söhne jedoch drei Töchter hatte, erfolgte die Verleihung der Viscountcy mit dem besonderen Vermerk, dass der Titel in Ermangelung eigener männlicher Nachkommen auch an seine Brüder und deren männliche Nachkommen, und die Verleihung der Baronie Ravensdale mit dem besonderen Vermerk, dass dieser Titel in Ermangelung eigener männlicher Nachkommen auch an seine Töchter und deren männliche Nachkommen vererbbar sei.
Bereits am 11. November 1898 war ihm in der Peerage of Ireland der Titel Baron Curzon of Kedleston, of Kedleston in the County of Derby, verliehen worden. 1916 erbte er beim Tod seines Vaters die Titel 5. Baron Scarsdale, of Scarsdale in the County of Derby, und 9. Baronet, of Kedleston in the County of Derby. Ersterer war am 9. April 1761 in der Peerage of Great Britain für seinen Vorfahren, den langjährigen Unterhaus-Abgeordneten Sir Nathaniel Curzon, 5. Baronet geschaffen worden. Letzterer war zweimal, nämlich am 18. Juni 1636 in der Baronetage of Nova Scotia und am 11. August 1641 in der Baronetage of England für dessen Vorfahren John Curzon geschaffen worden.
Am 28. Juni 1921 wurde er zudem zum Marquess Curzon of Kedleston erhoben.
Als der Marquess am 20. März 1925 ohne Söhne starb, fielen die Viscountcy und Baronie Scarsdale sowie die Baronetcies an seinen Neffen Richard Curzon, 2. Viscount Scarsdale, die Baronie Ravensdale fiel an seine älteste Tochter Mary Irene und all seine weiteren Titel erloschen.
Heutiger Titelinhaber ist Peter Curzon als 4. Viscount. Dieser hat seinen Anspruch auf die beiden Baronetcies bislang nicht formell wirksam nachgewiesen, wodurch diese ruhen.

## Liste der Curzon Baronets sowie Barone und Viscounts Scarsdale

### Curzon Baronets, of Kedleston (1636 und 1641)
- Sir John Curzon, 1. Baronet (um 1599–1686)
- Sir Nathaniel Curzon, 2. Baronet (um 1640–1719)
- Sir John Curzon, 3. Baronet (um 1674–1727)
- Sir Nathaniel Curzon, 4. Baronet (um 1676–1758)
- Sir Nathaniel Curzon, 5. Baronet (1726–1804) (1761 zum Baron Scarsdale erhoben)

### Barone Scarsdale (1761)
- Nathaniel Curzon, 1. Baron Scarsdale (1726–1804)
- Nathaniel Curzon, 2. Baron Scarsdale (1751–1837)
- Nathaniel Curzon, 3. Baron Scarsdale (1781–1856)
- Alfred Curzon, 4. Baron Scarsdale (1831–1916)
- George Curzon, 5. Baron Scarsdale (1859–1925) (1911 zum Viscount Scarsdale erhoben)

### Viscounts Scarsdale (1911)
- George Curzon, 1. Marquess Curzon of Kedleston, 1. Viscount Scarsdale (1859–1925)
- Richard Curzon, 2. Viscount Scarsdale (1898–1977)
- Francis Curzon, 3. Viscount Scarsdale (1924–2000)
- Peter Curzon, 4. Viscount Scarsdale (* 1949)

Titelerbe (Heir Presumptive) ist der Bruder des jetzigen Viscounts, Hon. David James Nathaniel Curzon (* 1958).